# Gameleira
Gameleira is een gemeente in de Braziliaanse deelstaat Pernambuco. De gemeente telt 27.823 inwoners (schatting 2009).